# Американский межконтинентальный университет
Американский межконтинентальный университет (англ. American InterContinental University, AIU) — частный коммерческий университет со штаб-квартирой в Шомберге, штат Иллинойс, США. Он использует открытый приём и принадлежит Perdoceo Education Corporation. AIU аккредитован Комиссией по высшему образованию для присуждения степеней младшего специалиста, бакалавра и магистра.

## История
Американский межконтинентальный университет (AIU) был основан в 1970 году в Люцерне, Швейцария американской парой Джеком и Хелен Барнетт из Атланты, и сначала был известен как Американский колледж моды в Швейцарии. Школа была признана американским учебным заведением, присуждающим учёные степени в 1971 году, первоначально предлагая степени младшего специалиста и бакалавра, начиная с 1974 года. В 1976 году швейцарская школа открыла кампус в Атланте, а в 1978 году кампус в Люцерне переехал в Лондон и сменил название на Американский колледж прикладного искусства.
К 1978 году в школе было около 300 учеников, и она начала расширять свой курс, предлагая не только моду, но и такие области, как бизнес. В последующие годы школа открыла ещё несколько кампусов. Стив Бостик купил школу в 1996 году и изменил её название на Американский межконтинентальный университет. В 2001 году AIU был приобретён его нынешним владельцем, Career Education Corporation, которая является публичным оператором коммерческих школ.
Кампусы филиалов были основаны в следующем порядке:
- Атланта — Бакхед, штат Джорджия — 1976
- Лондон, Великобритания — 1978
- Лос-Анджелес, Калифорния — 1982[6]
- Дубай — 1995, основан как Американский университет в Дубае
- Атланта — Данвуди и Южная Флорида — 1998
- Онлайн-кампус, 2002
- Хьюстон, Техас, 2003

В 2009 году в AIU обучалось более 15 000 студентов. Университет он предлагает широкий спектр программ бакалавриата и магистратуры по таким программам, как бизнес, информационные технологии, уголовное правосудие, управление здравоохранением, образование и медиа-производство. Более 80 процентов студентов AIU посещают AIU Online, интернет-кампус, который предоставляет программы на получение степени на 100 процентов онлайн. В 2009 году в школе работали 54 штатных инструктора и 594 внештатных инструктора.
В марте 2019 года Career Education Corporation приобрела Trident University International, коммерческий онлайн-колледж, в котором обучается около 4000 студентов, и планировала объединить это приобретение с Американским межконтинентальным университетом.
В марте 2020 года Capitol Forum сообщил, что Министерство образования США разрешило AIU отложить 39 миллионов долларов в деньгах согласно Разделу IV, чтобы не нарушать правило 90-10.

### Расследования и споры
Материнская компания AIU, Career Education Corporation (теперь именуемая Perdoceo Education Corporation), подверглась расследованию со стороны Министерства юстиции и Министерства образования США, а также Комиссии по ценным бумагам и биржам. Обвинения, относящиеся к AIU, включают сообщения о том, что кампус Лос-Анджелеса искажал свои программы и классы, ввёл практику приёма студентов, не окончивших среднюю школу, и включил в число зачисленных студентов, которые никогда не посещали занятия. Представитель Career Education Corporation заявил в июле 2007 года, что проблемы в кампусе AIU в Лос-Анджелесе «решены, и большинство из них уже давно решены».
Одним из самых откровенных критиков AIU и CEC был основатель AIU Стив Бостик, который заявил в 2005 году, что «Совет CECO позволил руководству упустить из виду основную миссию компании по предоставлению качественных образовательных услуг; при этих директорах руководство CECO пожертвовало качеством студенческих программ, что приводит к серьёзной эскалации отсева студентов — всё ради «стратегии роста высшего уровня», которая не может быть устойчивой».
21 июня 2005 года Министерство образования США приостановило утверждение новых заявок CEC на дополнительные кампусы или приобретения, пока оно изучало финансовые отчёты компании и соответствие федеральным правилам помощи студентам. Это ограничение было снято в январе 2007 года.
В 2009 году разоблачители AIU утверждали, что AIU зачислял неграмотных студентов, не имеющих среднего образования. В деле «Диалло против Американского межконтинентального университета» студенты подали коллективный иск, утверждая, что школа их обманула. Апелляционный суд Джорджии отклонил коллективный иск, заявив, что каждый студент должен подать отдельный иск.
По состоянию на 2017 год Американский межконтинентальный университет находился под усиленным контролем за денежными средствами со стороны Министерства образования США, «чтобы обеспечить дополнительный надзор за управлением денежными средствами».

## Финансирование
AIU получает примерно 96% всех средств от правительства США, в том числе около 29 миллионов долларов от фондов G.I. Bill. На Университет подали в суд за обман федерального правительства путём получения федерального финансирования при предоставлении некачественного образования.

## Кампусы

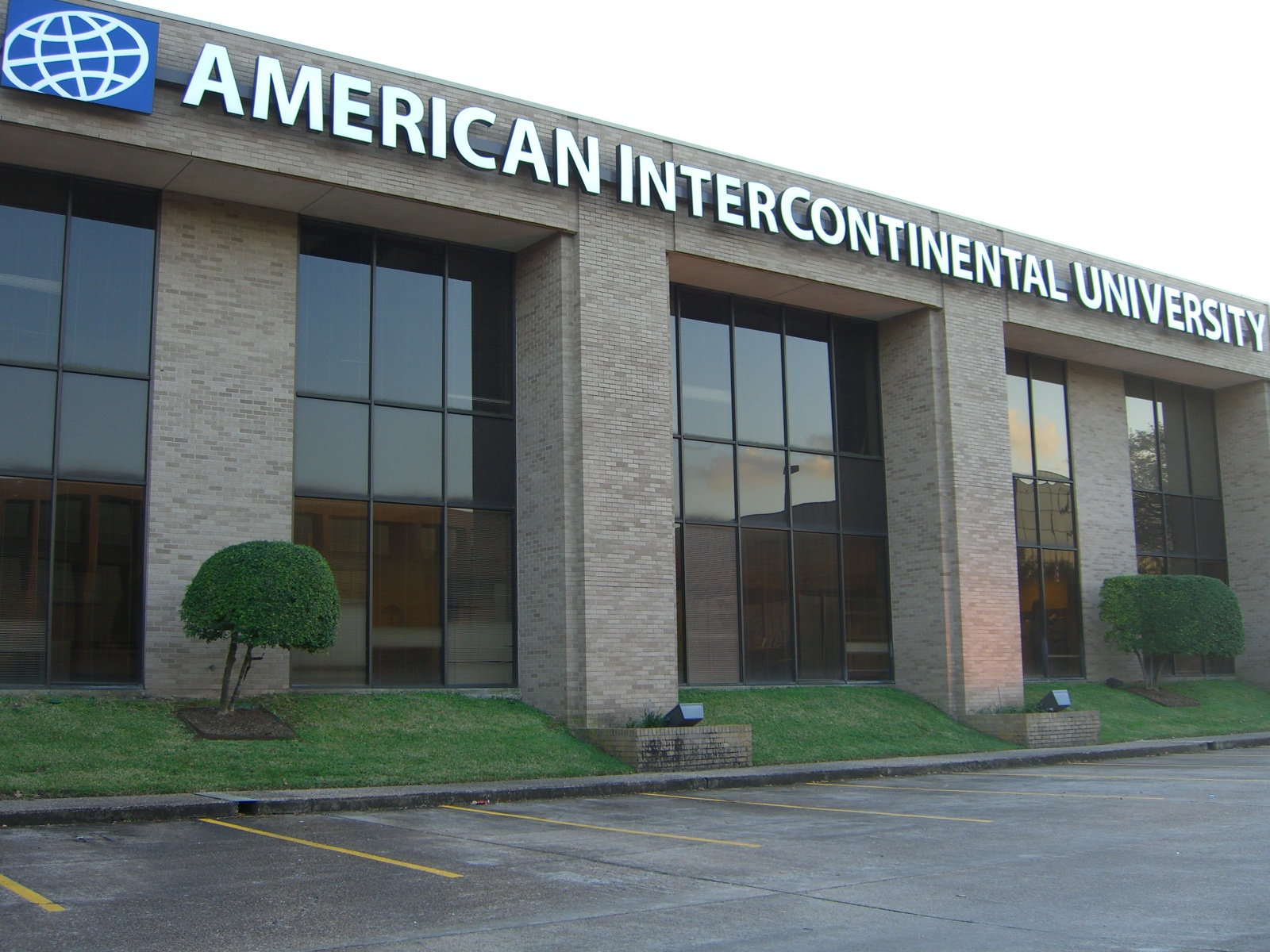
Здание кампуса Американского межконтинентального университета в, Хьюстон, Техас, США

В настоящее время AIU имеет два кампуса в США: один в Атланте и один в Хьюстоне. После объединения в июне 2009 года кампусов AIU Buckhead и AIU Dunwoody в AIU Atlanta в новом кампусе был проведён существенный ремонт. В кампусе AIU в Атланте теперь есть современная лаборатория судебной экспертизы; лаборатория виртуального тренажёра огнестрельного оружия (FATS); студия рисования; специальные лаборатории по математике, естественным наукам и письму; и недавно перепроектированные студии дизайна одежды, медиапроизводства, визуальных коммуникаций и дизайна интерьера.
Здание AIU в Хьюстоне было серьёзно повреждено ураганом Айк в сентябре 2008 года. Оно было реконструировано, и в феврале 2009 года состоялось торжественное открытие.

### Онлайн-кампус
Онлайн-программа была запущена в 2001 году, но в 2002 году была признана отдельным кампусом. Джон Клайн в настоящее время является президентом AIU Online, который теперь считается основным кампусом AIU. Офисы онлайн-кампуса расположены в Шомберге, штат Иллинойс, северо-западном пригороде Чикаго.
Trident в AIU предлагает программы бакалавриата, магистратуры и докторантуры в полностью онлайн-среде. Основанный в 1998 году, он имеет штаб-квартиру в Сайпрессе (штат Калифорния) и насчитывает более 30 000 выпускников. Джон Клайн в настоящее время является президентом Trident в AIU.

### Бывшие кампусы
- Лондон, Англия[23] (расположен на 110 Marylebone High St.). AIU London в апреле 2013 года стал частью Лондонского университета Риджентс[англ.][24].
- Лос-Анджелес, Калифорния[25] (располагалось на 12655 W. Jefferson Blvd.)
- Дубай, ОАЭ (известен как Американский университет в Дубае[англ.] с 1995 года)

18 февраля 2008 года Американский межконтинентальный университет объявил о планах постепенного закрытия своего кампуса в Лос-Анджелесе. Доктор Джордж Миллер, президент Американского межконтинентального университета, назвал причиной этого решения низкий набор студентов в кампусе Лос-Анджелеса.

## Академическая деятельность
AIU предлагает степени младшего специалиста, бакалавра и магистра в различных областях. Многие инструкторы являются профессионалами в своей области и опираются на свой реальный опыт, чтобы обогатить обучение в классе и профессиональную подготовку. AIU предлагает обучение в классе очно в наземных кампусах и онлайн через виртуальный кампус или гибрид обеих форм обучения. Виртуальный кампус AIU предоставляет онлайн-студентам доступ к учебным материалам, а также почти ко всем удобствам традиционного кампуса, таким как библиотека, карьерные услуги, студенческие клубы и информация о финансовой помощи. Виртуальный кампус был назван «Лучшим из лучших» по программе Computerworld Honors Program в 2009 году.
В 2009 году в ряд курсов был введён Мой уникальный студенческий опыт — My Unique Student Experience (M.U.S.E.), чтобы дополнить обучение вне класса. M.U.S.E. — это веб-инструмент, предоставляющий доступ к дополнительным интерактивным вариантам обучения, помогающим учащимся усваивать учебный материал удобным для них способом. Ассоциация колледжей и университетов частного сектора (APSCU), ранее называвшаяся Ассоциацией карьерных колледжей, наградила материнскую компанию AIU, Career Education Corporation («CEC»), за MUSE, наградой CCA Innovation Award 2010.
В 2013 году AIU запустила запатентованную технологию адаптивного обучения под названием Intellipath™ для персонализированного обучения на основе данных. Платформа оценивает текущее понимание учащимися темы, а затем адаптирует тип и порядок представленных уроков в соответствии с их индивидуальными потребностями.
В апреле 2014 года AIU представила Intellipath в своей программе MBA в области управления, что сделало программу AIU первой программой MBA в США, основанной на технологии адаптивного обучения.

### Аккредитация
Учреждение впервые получило аккредитацию Южной ассоциации колледжей и школ (SACS) в 1987 году. SACS поместил университет на испытательный срок в декабре 2005 года и продлил испытательный срок AIU в 2006 году за несоблюдение различных принципов аккредитации. 11 декабря 2007 года CEC объявила, что SACS отменил испытательный срок AIU и что аккредитация университета снова находится в хорошем состоянии.
В 2009 году AIU успешно попытался переключить аккредитацию с SACS на Высшую учебную комиссию (HLC) Северо-центральной ассоциации колледжей и школ (NCA). Руководители школы посчитали, что это было лучшим решением, поскольку большинство учеников обслуживались через интернет-кампус, который находился в географическом регионе HLC. SACS и HLC вошли в число шести региональных аккредитационных организаций, признанных Министерством образования США.
Управление генерального инспектора Министерства образования США поставило под сомнение решение Высшей учебной комиссии утвердить аккредитацию AIU на основе изучения стандартов комиссии по измерению кредитных часов и продолжительности программы. Помощник генерального инспектора заявил в отчёте: «Это действие HLC не отвечает интересам студентов и ставит под сомнение, следует ли Департаменту образования полагаться на решения об аккредитации, принятые HLC, при оказании помощи учащимся в получении качественного образования через программы Раздела IV». Президент NCA-HLC Сильвия Мэннинг ответила, что это обвинение было «надуманным», поскольку оно было сосредоточено на одном вопросе аккредитации, касающемся одной школы. Президент SACS Белль Уилан встала на сторону NCA-HLC, назвав отчёт OIG «пугающим» и подчеркнув, что аккредитация Американского межконтинентального университета в рамках SACS была «на хорошем счету».
Помимо HLC, бизнес-программы университета получили аккредитацию Совета по аккредитации бизнес-школ и программ в 2011 году.
В 2013 году программа AIU Master of Education (M.Ed.) стала одной из первых полностью онлайн-программ, получивших начальную двухлетнюю аккредитацию Совета по аккредитации педагогического образования (TEAC).
Лондонский AIU был аккредитован Британским советом по аккредитации независимого дополнительного и высшего образования, пока в апреле 2013 года не был поглощён Риджентс-колледжем Лондона. В июне 2008 года Агентство по обеспечению качества закрыло аудит, опубликованный в мае 2005 года на основе проверки лондонского кампуса в 2004 году. В этом отчёте отмечалось, что на дату проверки Агентством в 2004 году существовали «фундаментальные опасения по поводу достижения академических стандартов». После успешных усилий в лондонском кампусе по устранению недостатков QAA отметило, что «После аудита QAA была предоставлена информация, указывающая на то, что Американским межконтинентальным университетом были предприняты соответствующие действия в ответ на выводы этого отчёта. В результате аудит был подписан в июне 2008 года».

### Результаты студентов
Согласно College Scorecard, в 2020 году AIU онлайн имел 6-летний коэффициент окончания 28% и 3-летний показатель невыполнения обязательств 17,2%. Зарплата после окончания вуза варьируется от 23 538 долларов (бакалавр дизайна и прикладного искусства) до 45 207 долларов (бакалавр компьютерных и информационных наук).

### Правила приёма
AIU придерживается политики открытого набора, и в прошлом критики тщательно изучали практику набора студентов в университет. Один анонимный профессор сказал The Chronicle of Higher Education: «Если вы можете дышать и ходить, вы можете попасть в школу». В июле 2008 года бывшие сотрудники подали иск, утверждая, что методы приёма в школу обманывают федеральные программы грантов и ссуд. Иски против практики зачисления были отклонены в 2012 году.

## Известные выпускники
- Тени[англ.], нигерийская певица[46]
- Зи Ави[англ.], малайзийская певица и автор песен, гитаристка и игрок на укулеле
- Эдди Гейвен, американский футболист[47]
- Назифуддин Наджиб[англ.], сын Наджиба Тун Разака, бывшего премьер-министра Малайзии[48]
- Кристиан Сириано, американский модельер[49], ставший известным благодаря Проекту Подиум.
- Георг фон Опель[англ.] (род. 1966), немецкий миллиардер[50]
- Порша Уильямс[англ.], американская певица и звезда реалити-шоу